# Catharsius africanus
Catharsius africanus là một loài bọ cánh cứng trong họ Bọ hung (Scarabaeidae).